# باول بلومفيلد
باول بلومفيلد (بالإنجليزية: Paul Bloomfield)‏ هو شخصية أعمال بريطاني، ولد في فبراير 1946، وتوفي في أبريل 2016.